# Meridià 17 a l'oest
El meridià 17 a l'oest de Greenwich és una línia de longitud que s'estén des del pol Nord travessant l'oceà Àrtic, Groenlàndia, l'oceà Atlàntic, Àfrica, l'oceà Antàrtic, i l'Antàrtida fins al pol Sud.
El meridià 17 a l'oest forma un cercle màxim amb el meridià 163 a l'est. Com tots els altres meridians, la seva longitud correspon a una semicircumferència terrestre, uns 20.003,932 km. Al nivell de l'Equador, és a una distància del meridià de Greenwich de 1.892 km.

## De Pol a Pol
Començant en el pol Nord i dirigint-se cap al pol Sud, aquest meridià travessa:
| Coordenades                             | País, territori o mar | Notes |
| --------------------------------------- | --------------------- | --- |
| 90° 0′ N, 17° 0′ O / 90.000°N,17.000°O  | Oceà Àrtic            | |
| 81° 28′ N, 17° 0′ O / 81.467°N,17.000°O | Groenlàndia           | |
| 80° 10′ N, 17° 0′ O / 80.167°N,17.000°O | Oceà Atlàntic         | Mar de Groenlàndia — passa a l'est de l'Illa Shannon, Groenlàndia (a 75° 7′ N, 17° 19′ O / 75.117°N,17.317°O)                                                                         |
| 66° 12′ N, 17° 0′ O / 66.200°N,17.000°O | Islàndia              | |
| 63° 47′ N, 17° 0′ O / 63.783°N,17.000°O | Oceà Atlàntic         | |
| 32° 49′ N, 17° 0′ O / 32.817°N,17.000°O | Portugal              | Illa de Madeira |
| 32° 39′ N, 17° 0′ O / 32.650°N,17.000°O | Oceà Atlàntic         | Passa a l'oest de l'illa de Tenerife, Espanya (a 28° 20′ N, 16° 55′ O / 28.333°N,16.917°O) · passa a l'est de l'illa de La Gomera, Espanya (a 28° 6′ N, 17° 5′ O / 28.100°N,17.083°O) |
| 21° 28′ N, 17° 0′ O / 21.467°N,17.000°O | Sàhara Occidental     | Península Ras Nouadhibou — reclamat per Marroc i la Sàhara Occidental |
| 21° 7′ N, 17° 0′ O / 21.117°N,17.000°O  | Mauritània            | Península Ras Nouadhibou |
| 21° 3′ N, 17° 0′ O / 21.050°N,17.000°O  | Oceà Atlàntic         | |
| 15° 4′ N, 17° 0′ O / 15.067°N,17.000°O  | Senegal               | |
| 14° 25′ N, 17° 0′ O / 14.417°N,17.000°O | Oceà Atlàntic         | |
| 60° 0′ S, 17° 0′ O / 60.000°S,17.000°O  | Oceà Antàrtic         | |
| 72° 33′ S, 17° 0′ O / 72.550°S,17.000°O | Antàrtida             | Terra de la Reina Maud — reclamada per Noruega |